# Контрерас, Алонсо де
Брат Ало́нсо де Контре́рас, известный также как капитан Контрерас (6 января 1582, Мадрид — 1641) — испанский военный и мореплаватель, пират и авантюрист. Наиболее известен как автор мемуаров «История моей жизни», написанных около 1630 года.

## Биография
Родился в Мадриде в бедной семье. В сентябре 1597 года возрасте 15 лет (согласно автобиографии ему было 14, однако указанная дата соответствует 15 годам) поступил в армию под материнской фамилией Контрерас. Возможно, что он сбежал в армию после того, как убил в Мадриде своего одноклассника. Сперва он отправился во Фландрию, однако вскоре дезертировал и отправился на Мальту, где в течение следующих шести лет служил на каперских кораблях, ходивших под флагом Мальтийского ордена. Участвуя во множестве схваток и боёв, он несколько раз дезертировал. Изучая навигацию и наблюдая за капитанами, он затем сам получил под своё командование фрегат.
Контрерас вернулся в Кастилию, где навестил мать и подал заявление на производство в чин лейтенанта. Получив повышение, он набрал солдат и под командованием своего капитана отправиться в Эстремадуру. Здесь, в небольшом городке Орначос, он обнаружил тайник с оружием в доме, где был расквартирован один из его солдат. Не сделав официального доклада властям, из-за этого случая он позже стал обвиняемым по делу об организации восстания. В конце концов Контрерас напал на капитана, пытавшегося изнасиловать его подругу, и ему пришлось бежать в Мадрид. В Мадриде он жил на улице Rinconada de San Ginés, где и был арестован в 1608 году. После рассмотрения дела он был реабилитирован и получил приказ вернуться в полк, однако к тому моменту большинство его солдат дезертировало. В конце концов Контрерас бросил военную службу и стал жить отшельником в горах Монкайо в Арагоне — пока не был арестован и не попал под суд за инцидент с оружием в Орначосе.
Продолжая военную карьеру, Контрерас дослужился до звания капитана пехоты, затем капитана кавалерии. Став опытным моряком, он плавал по всему Средиземному морю. Он составил «Универсальный маршрут от Мыса святого Викентия» (Derrotero universal desde el cabo de San Vicente) — сборник маршрутов плавания по всему Средиземноморью с указанием портов, мысов и ручьёв и отметками глубин и мест, где можно отремонтировать различные виды судов. Побывав во многих частях Европы, он также посетил Вест-Индию, где сражался с кораблями сэра Уолтера Рэйли.
Какое-то время он был губернатором Л’Акуилы в Италии. Женившись в Италии на кастильской даме, он заподозрил супругу в неверности, и, возможно, убил её вместе с любовником (указав лаконично — «Их судьба заключалась в том, что я застал их вместе в постели, и они умерли»). Он присутствовал при извержении Везувия в 1631 году и помог спасти несколько жизней.
Контрерас был дружен с поэтом Лопе де Вега, который, быть может, и побудил его начать писать автобиографию.

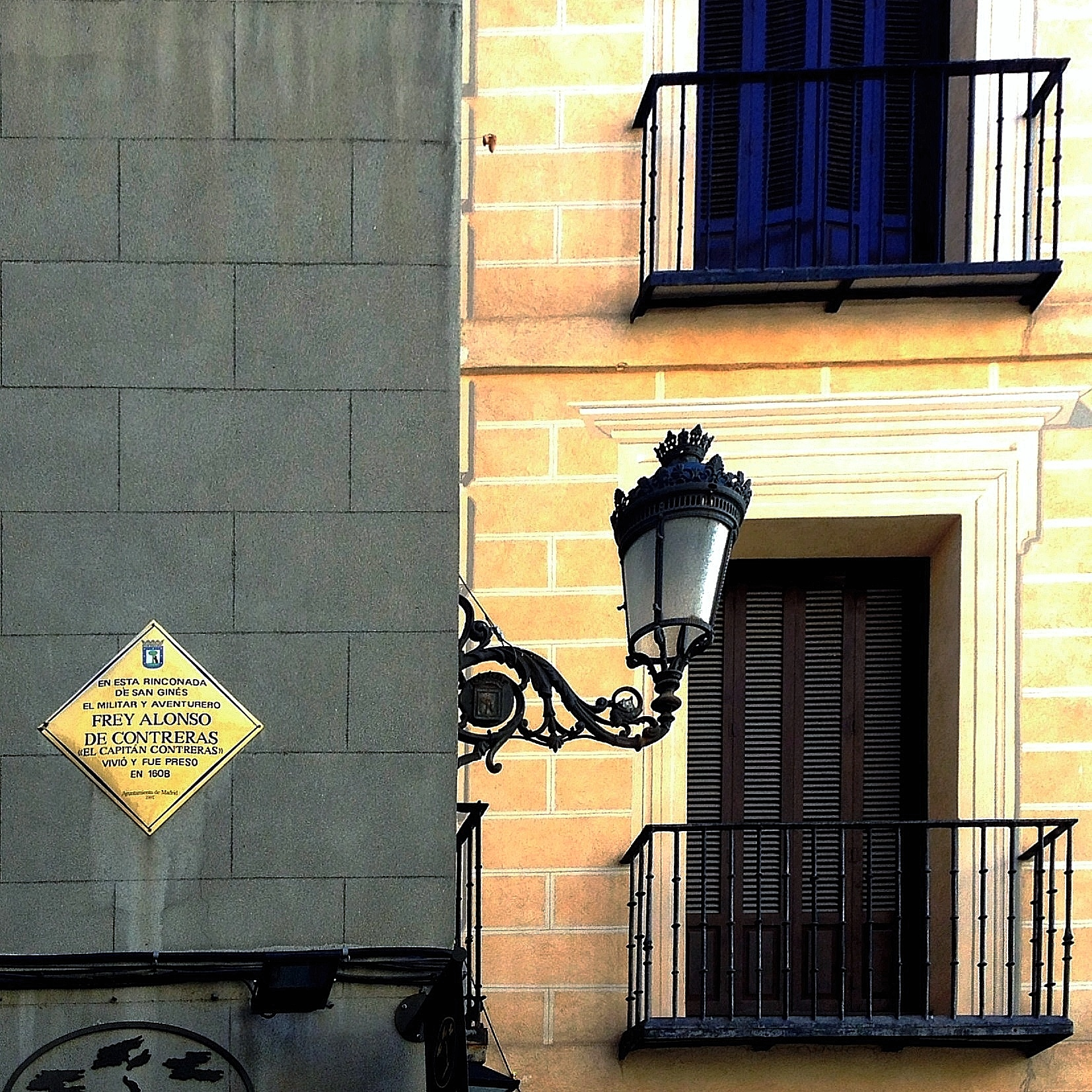
Памятная табличка на улице в Мадриде, где Контрерас жил и был арестован в 1608 году